# Witsnorboomgierzwaluw
De witsnorboomgierzwaluw (Hemiprocne mystacea) is een soort boomgierzwaluw en een algemeen voorkomende broedvogel van de Molukken tot op de Salomonseilanden.

## Beschrijving
De witsnorboomgierzwaluw is een vrij grote, slanke vogel van 28 cm lengte. Van boven is de vogel grijs gekleurd en van onder wit. De vogel heeft een zeer lange, diep gevorkte staart. De meest opvallende kenmerken zijn de witte oogstreep en de lange witte baardstreep (van daar de Nederlandse naam).

## Verspreiding en leefgebied
De witsnorboomgierzwaluw komt voor op de Molukken, Aroe-eilanden, Nieuw-Guinea (en eilanden tussen de Molukken en het westen van Nieuw Guinea), Bismarck-archipel, Admiraliteitseilanden en de Salomonseilanden. Naast de nominaat die op Nieuw Guinea voorkomt, zijn er vijf ondersoorten voor de verschillende eilandgroepen. Het is een vogel van half open gebieden, bosranden en gebieden met kleinschalige, traditionele tuinbouw tot op een hoogte van 1200 m boven de zeespiegel (maar minder algemeen boven de 800 m).
De soort telt 6 ondersoorten:
- H. m. confirmata: de Molukken en de Aru-eilanden.
- H. m. mystacea: Nieuw-Guinea en westelijk Papoea-Nieuw-Guinea.
- H. m. aeroplanes: de Bismarck-archipel.
- H. m. macrura: de Admiraliteitseilanden.
- H. m. woodfordiana: de Salomonseilanden.
- H. m. carbonaria: Makira.

## Status
De witsnorboomgierzwaluw heeft een groot verspreidingsgebied en daardoor alleen al is de kans op uitsterven uiterst gering. De grootte van de populatie is niet gekwantificeerd maar er is geen aanleiding te veronderstellen dat de soort in aantal achteruit gaat. Om die redenen staat deze boomgierzwaluw als niet bedreigd op de Rode Lijst van de IUCN.